# 李长萍
李長萍（1975年4月—），女，漢族，山東榮成人，中華人民共和國政治人物，哈爾濱工程大學技術經濟專業畢業，大學學歷，工程碩士。

## 生平
1995年12月加入中國共產黨。1997年7月參加工作。大學畢業後前往北京市人民政府辦公廳任職，後來成為北京市海淀區人民政府黨组成員、副區長，北京市朝陽區委常委、區人民政府黨組成員、副區長，主要職責包括科技、信息化建設與信息產業、國有資產監督管理等，並負責推進中關村建設和發展工作。2019年12月，出任懸缺半年的聊城市人民政府市長一職。
2022年4月，任中共聊城市委书记。